# Seznam postav v Grand Theft Auto IV
Toto je seznam postav ve hře Grand Theft Auto IV.

## Niko Bellic
Dabing: Michael Hollick
Niko je hlavní protagonista GTA IV. Je přistěhovalec z Balkánu, který přijel do Liberty City kvůli svému bratranci Romanovi, který ho mámil svými pohádkovými maily o Americkém snu, patnácti nadupaných autech, dvou přítelkyních a hromadou peněz. Po příjezdu zjistí, že to vše byla jen bouda a zoufalý pokus záchrany před gangstery a kriminálníky, kteří se snaží zlikvidovat Romana a jeho taxislužbu.   Ovšem Bellic také utíká před svou minulostí a další důvod je vystopování a chycení člověka, který zradil jeho starou vojenskou jednotku. Niko Sloužil v elitních vojenských jednotkách a ovládá několik bojových umění (především KravMaga). Také se účastnil mírových vojenských operací na Balkáně. Velkou část svého života prožil ve třech věznicích.

## Roman Bellic
Dabing: Jason Zumwalt
Roman je Nikův bratranec. V Liberty City žije patnáct let. Všeho se sice bojí, ale je optimista, fantasta a lhář, obvykle dává falešné sliby, které nedokáže splnit. Topí se v dluzích a jdou po něm Albánci a později i Rusové. Bydlí a žije v Brokeru, kde vlastní malou upadající taxislužbu. Ze začátku hry je váš jediný přítel a jediné spojení s ostatními lidmi.

## Little Jacob
Dabing: Coolie Ranx
Jacob, přezdíváný "Little Jacob" je překupník zbraní a dobrý přítel Romana i Nika. Je členem rastafariánskej sekty která při svých obřadech používá marihuanu. Úzce spolupracuje s Nikem, který mu při jeho překupnických akcích zajišťuje ochranu.

## Mikhail Faustin
Dabing: Karel Roden
Niko pro něj bude po dobu pár misí pracovat. Faustin je psychopat, který je buď velmi výbušný, nebo psychicky zhroucený. Pravděpodobně kvůli tomu, že všechny své problémy utápí v drogách. I přes to vypracoval na pozici "šéfa Hove Beach" a také vlastní kabaret Perestrojka. V jednom kuse křičí na svou ženu, dokonce Nikovi dá za úkol zabít přítele své dcery. Dimitri se o něj snaží starat, ale Mikhail se v jednom kuse brání. Po několika misích Niko dostane za úkol Mikhaila zabít, což je předem promyšlená akce Dimitriho. Niko překvapí v Perestrojce Faustina v obležení dívek a bodyguardů, po dialogu se dává na útěk. Před smrtí řekne Nikovi, že se mu může stát to samé, co jemu. To se nakonec opravdu stane.

## Dimitri Rascalov
Dimitrij byl nejlepší přítel ruského mafiána Michaila Faustina, jenže po několika mísích dá Nikovi za úkol Mikhaila zabít. Těsně předtím než ho Niko zabije ho upozorní na Dimitria, že ho zradí stejně jako jeho. A tak se stane. Když chce Nikovi zaplatit za vraždu pozve ho do skladiště, kde ho chce zabít v předem připravené pasti. Nika varuje jeho přítel Little Jacob, aby si s Dimitriem nezahrával. Dimitri navíc přivede sebou Nikovo bývalého zaměstnavatele Mr. Bulgarina, se kterým má Niko své nevyřízené účty a také chce Nika vidět mrtvého. To však nevyjde Niko spolu s Jacobem všechny postřílí kromě Dimitria a Mr. Bulgarina, kteří uprchnou. Dimitri poté ještě unese Romana takže Niko ho musí zachránit. Ve hře s ním je ještě několik střetů přesto Niko Dimitria nakonec zabije.

## Vlad Glebov
Vlad je ruský lichvář a zločinec, také vlastní bar Comrades v Hove Beach nedaleko od stanice metra. Vydělává peníze vydíráním, násilím, krádežemi a využíváním lidí. Vlastnil i Romanovu taxislužbu a často si na něm vylíval vztek, protože se vyhýbal placení dluhů. Velmi často se zajímal o Romanovu přítelkyni - Mallorie, tím ale naštval Nika, a ten v zájmu svého bratrance ho nakonec zastřelí a jeho tělo hodí do řeky.

## Mallorie Bardas-Bellic
Mallorie pracuje jako účetní v Romanově taxislužbě a později jako tanečnice v klipech Mannyho Escuely v Bohanu. Je to přítelkyně Romana a místy byla i přítelkyně Vlada. Po smrti Vlada se začala více věnovat Romanovi, a těsně před koncem hry se vezmou. Má byt v Bohanu, který připadne Romanovi a Nikovi poté, když Dimitri nechá podpálit Romanův byt v Hove Beach. Je také dobrá přítelkyně s Elizabetou Torres, která Nikovi dohodí několik prací. Na konci se Mallorie a Romanovi narodí dítě. Pokud si hráč vybere pomstu, narodí se jim Kate Bellic, protože při pomstě zemře Nikova přítelkyně Kate McReary, a jako útěchu se Roman rozhodne své dítě pojmenovat Kate. A pokud si hráč vybere obchod, narodí se ji Roman Bellic jr., protože po obchodu bude Roman zabit, a chlapec bude pojmenován podle svého zesnulého otce.

## Další postavy
- Elizabetha
- Little Jacob
- Elizabeth Torres
- Brucie Kibbutz
- Manny Escuela
- Playboy X
- Dwayne Forge
- Francis McReary
- Patrick (Packie) McReary
- Derrick McReary
- Gerry McReary
- Kate McReary
- Karen (Michelle)
- U.L.Paper contact
- Ray Boccino
- Phil Bell
- Bernie Crane
- Jon Gravelli
- Tom Goldberg
- Jimmy Pegorino
- Isaac Roth
- Bledar Morina
- Johnny Klebitz